# Ceratodontoidei
A Ceratodontoidei a csontos halak (Osteichthyes) főosztályának izmosúszójú halak (Sarcopterygii) osztályába, ezen belül a tüdőshalalakúak (Ceratodontiformes) rendjébe tartozó alrend.

## Rendszerezés
Az alrendbe az alábbi 2 család tartozik:
- †Ceratodontidae Gill, 1872
- Neoceratodontidae Miles, 1977